# Bahnhof Hamburg Dammtor

Lage des Bahnhofs

Hamburg Dammtor ist ein Haltepunkt mit Fernbahnanschluss für den Eisenbahn- und S-Bahn-Verkehr in Hamburg. Er ist benannt nach dem Dammtor, einem ehemaligen Tor der Hamburger Stadtbefestigung, und liegt im Stadtteil Rotherbaum (Bezirk Eimsbüttel), an der Grenze zu St. Pauli (Bezirk Hamburg-Mitte). Die heutige Anlage wurde 1903 eröffnet und ersetzte den vorherigen Bahnhof an der Hamburg-Altonaer Verbindungsbahn. Er war als Paradebahnhof für Staatsbesuche vorgesehen.
Hamburg Dammtor ist nach Zahl der Reisenden drittgrößter der fünf Hamburger Fernbahnhöfe, obwohl er nur zwei Bahnsteige besitzt. Der nordöstliche Bahnsteig ist dem S-Bahn-Verkehr vorbehalten, die beiden Gleise sind dazu seit 1939 mit Stromschienen elektrifiziert, bis 1955 auch mit Oberleitung für die damaligen Wechselstrom-Züge. Die beiden Gleise am sogenannten Fernbahnsteig werden von den Fern- und Regionalzügen benutzt und besitzen eine Oberleitung. Die Stationsschilder tragen die Zusätze Universität und Messe- und Kongressbahnhof – das Hauptgebäude der Universität Hamburg und das Congress Center Hamburg (CCH) befinden sich in kurzer Distanz vom westlichen Ausgang.
Im September 2006 kürte der gemeinnützige „Allianz pro Schiene“ e. V. Hamburg Dammtor zum besten Großstadtbahnhof in Deutschland.
Da beim Dammtorbahnhof keine Weichen mehr vorhanden sind, ist dieser im deutschen Bahnbetrieb nicht als Bahnhof eingestuft, sondern als Haltepunkt jeweils der S-Bahn und der Fern- und Regionalbahn.

## Geschichte

### Bahnhof von 1866

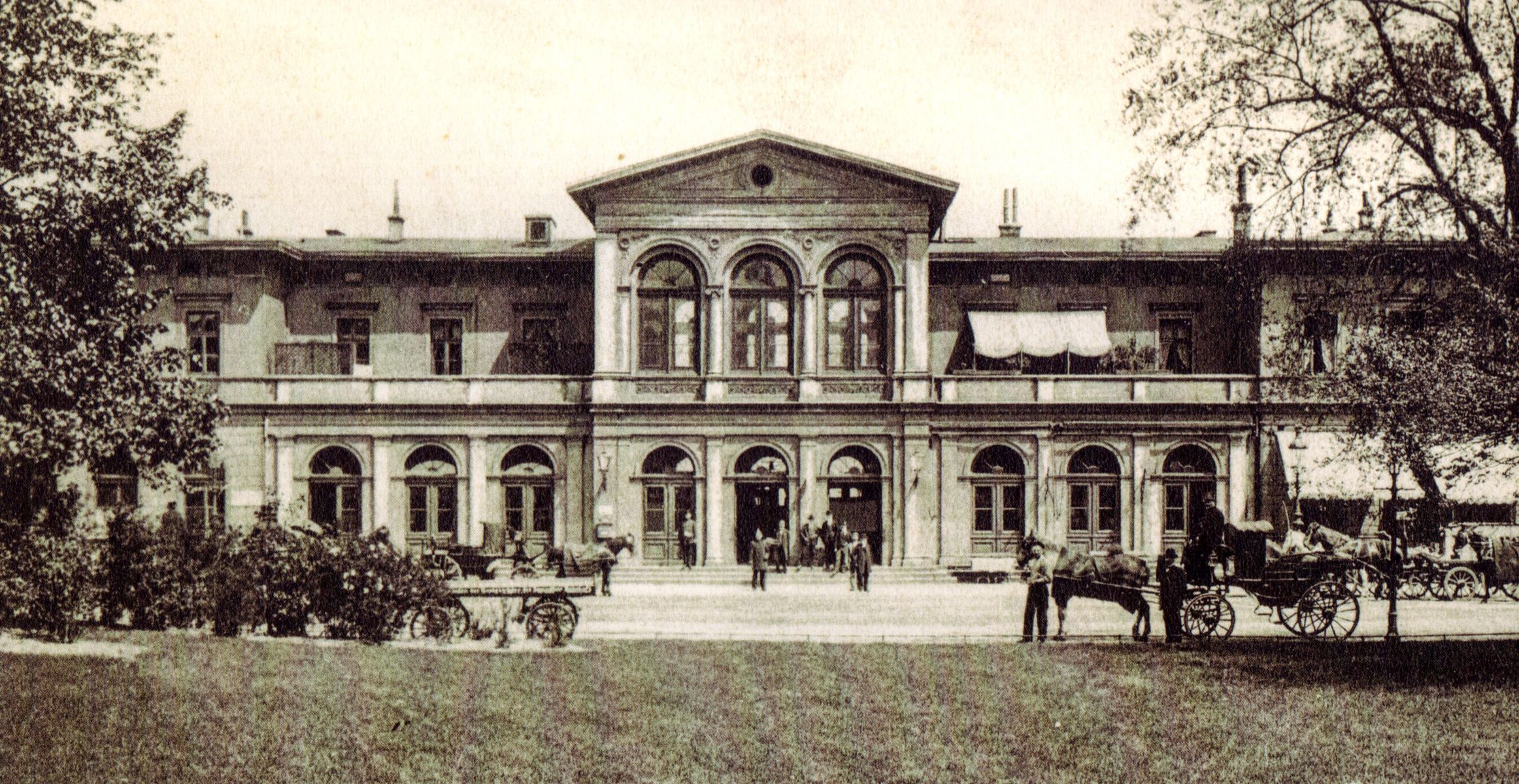
Alter Dammtor-Bahnhof, um 1900

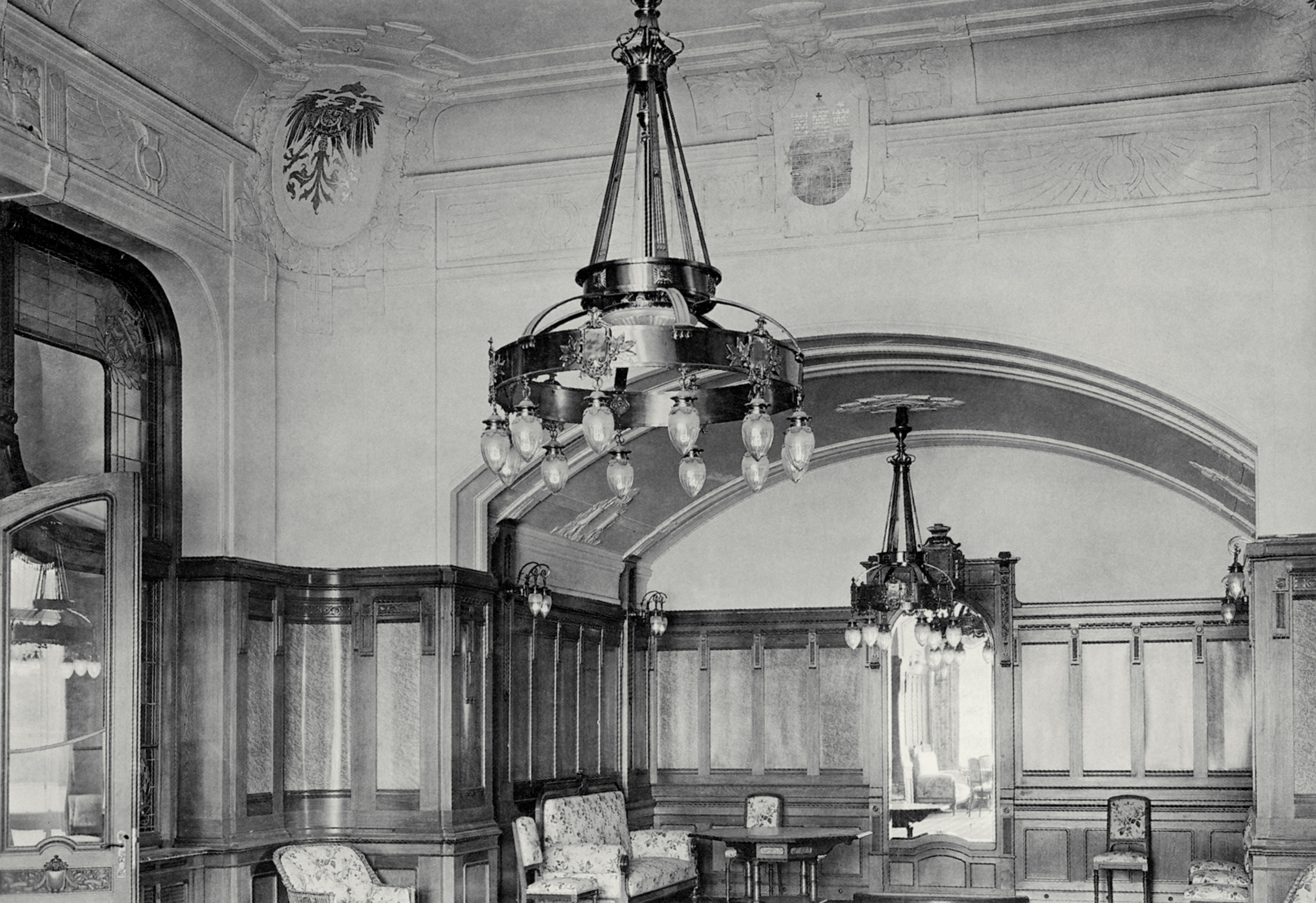
Fürstenzimmer im Bahnhof, 1903

Der erste Bahnhof Dammtor in Hamburg wurde 1866 an der neugebauten Hamburg-Altonaer Verbindungsbahn eingerichtet.
Das damalige Empfangsgebäude im Stil des Historismus mit Mittelteil und Seitenflügeln hatte auf der nördlichen Seite einen Bahnsteig, der dem Verlauf des Alsterglacis an der Einmündung der Neuen Rabenstraße zugewandt war. Die südliche Seite grenzte mit einem kleinen Vorplatz an eine in Richtung Binnenalster verschmälerte Fortführung der Tiergartenstraße. An dieser Stelle befindet sich heute das Cinemaxx-Kino. Auf Stadtplänen aus dieser Zeit ist diese Lage eingezeichnet.
Der zunächst ebenerdig gelegene Durchgangsbahnhof hatte neben den zwei durchführenden Gleisen der Verbindungsbahn noch ein Sondergleis für den Zug des Kaisers und spezielle Fürstenräume im Erdgeschoss.
Auf einem Stadtplan von 1888 in französischer Sprache ist der damalige Dammtorbahnhof als „Gare de Kiel“, also „Kieler Bahnhof“, eingetragen.
Nach Verlegung der Eisenbahnstrecke auf einen erhöhten, kreuzungsfreien Bahndamm ab 1898 und Fertigstellung des neuen und größeren Bahnhofs 1903 wurde der erste Bahnhof abgerissen. Die gleichzeitige Existenz beider Bahnhöfe zu dieser Zeit ist auch auf einem Stadtplan von 1900 festgehalten.

### Bahnhof von 1903
Der neue – viergleisige – Dammtor-Bahnhof benötigte mehr Platz als der erste Bahnhof, zudem wurde zu dieser Zeit die Verbindungsbahn mit einem Bahndamm sowie mit Überführungen über das Straßenniveau hochgelegt. Der neue Bahnhof wurde weiter westlich vom ersten Bahnhof auf der anderen Seite der Straße Dammtordamm eingerichtet, während der erste Bahnhof noch in Betrieb war. Am 7. Juni 1903 wurde der Betrieb des neuen Bahnhofs feierlich in Anwesenheit von Kaiser Wilhelm II. aufgenommen, das führte zu dem Beinamen „Kaiserbahnhof“.
Die Kombination von Empfangsgebäude und Bahnhofshalle verfügt über vier Gleise an zwei Mittelbahnsteigen, die von einer teilweise mit Sandstein verkleideten Hallenkonstruktion überspannt werden. Das Bauwerk wurde bis 1903 nach Plänen des Architekten Ernst Moeller errichtet und ist 112 Meter lang, 25 Meter breit und 23½ Meter hoch; die Architektur gehört dem späten Historismus an, zeigt aber auch deutliche Einflüsse des Jugendstils.
Das Gebäude steht unter Denkmalschutz und wurde zwischen 1999 und 2002 nach Planung von Studio & Partners (Mailand) aufwändig restauriert. Der Architekt Stefan Rimpf war für die Detailplanung und Bauausführung zuständig. Dabei wurde die Bahnhofshalle umgebaut, der Fernbahnsteig auf einer Länge von 200 m außerhalb des Hallenschiffs überdacht. Zusätzlich wurden Treppen im Bahnhof verlegt und ein weiterer Abgang am Fernbahnsteig (Richtung Kongress-Zentrum) errichtet. Nach der Modernisierung bzw. Restaurierung standen dem Betreiber des Bahnhofs DB Station&Service AG 300 m² für das neue Reisezentrum und rund 2700 m² für die Vermietung von Gewerbeflächen zur Verfügung. Die Gesamtkosten von rund 24 Millionen Euro wurden überwiegend von der Deutschen Bahn AG (21,85 Mio. Euro) sowie vom Bund (2,15 Mio. Euro) aufgebracht.

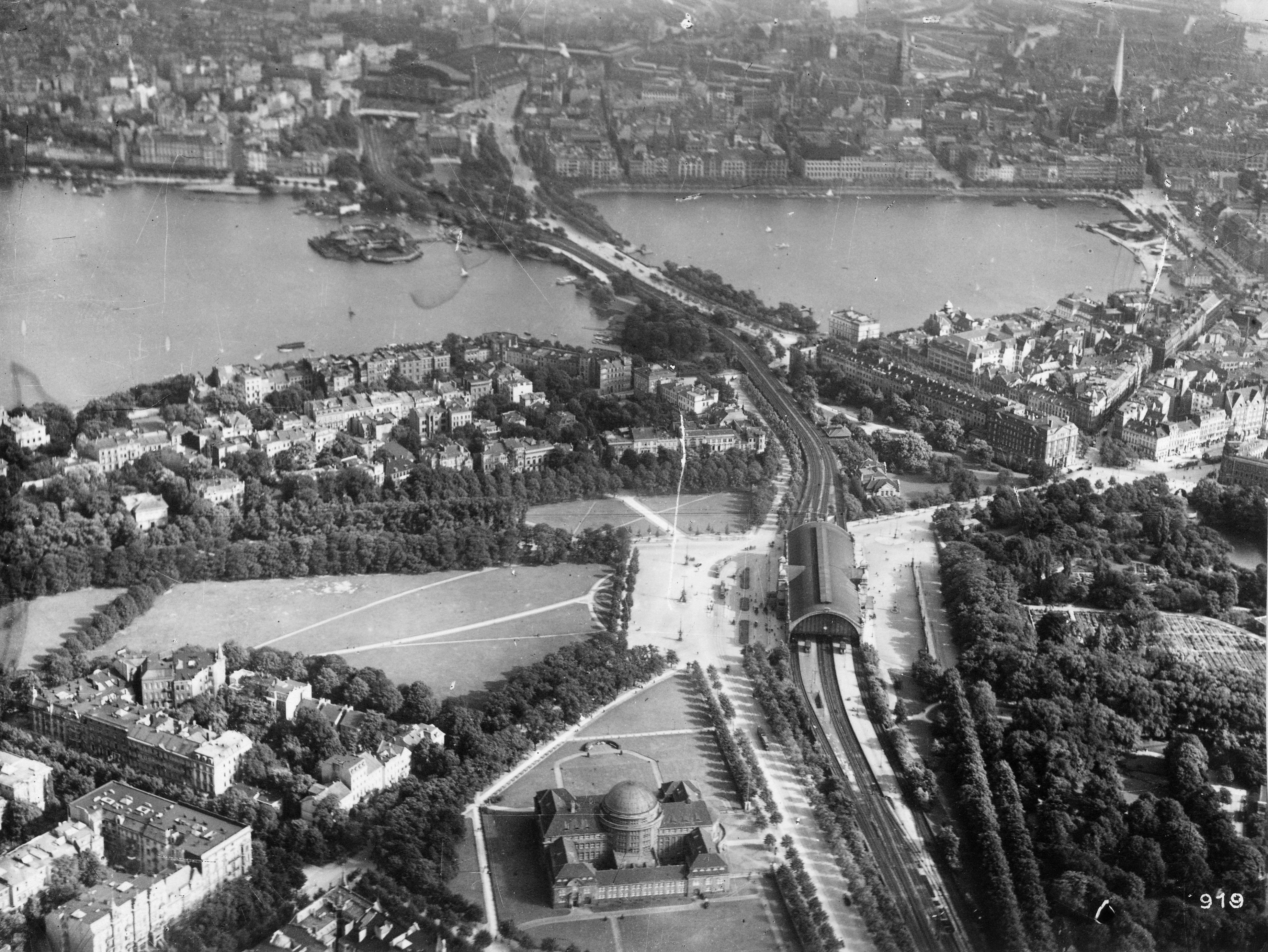
Schrägluftbild um 1920, von vorn nach hinten: Universitätsgebäude, Bahnhof mit Moorweide, Alster mit Lombardsbrücke, Hauptbahnhof
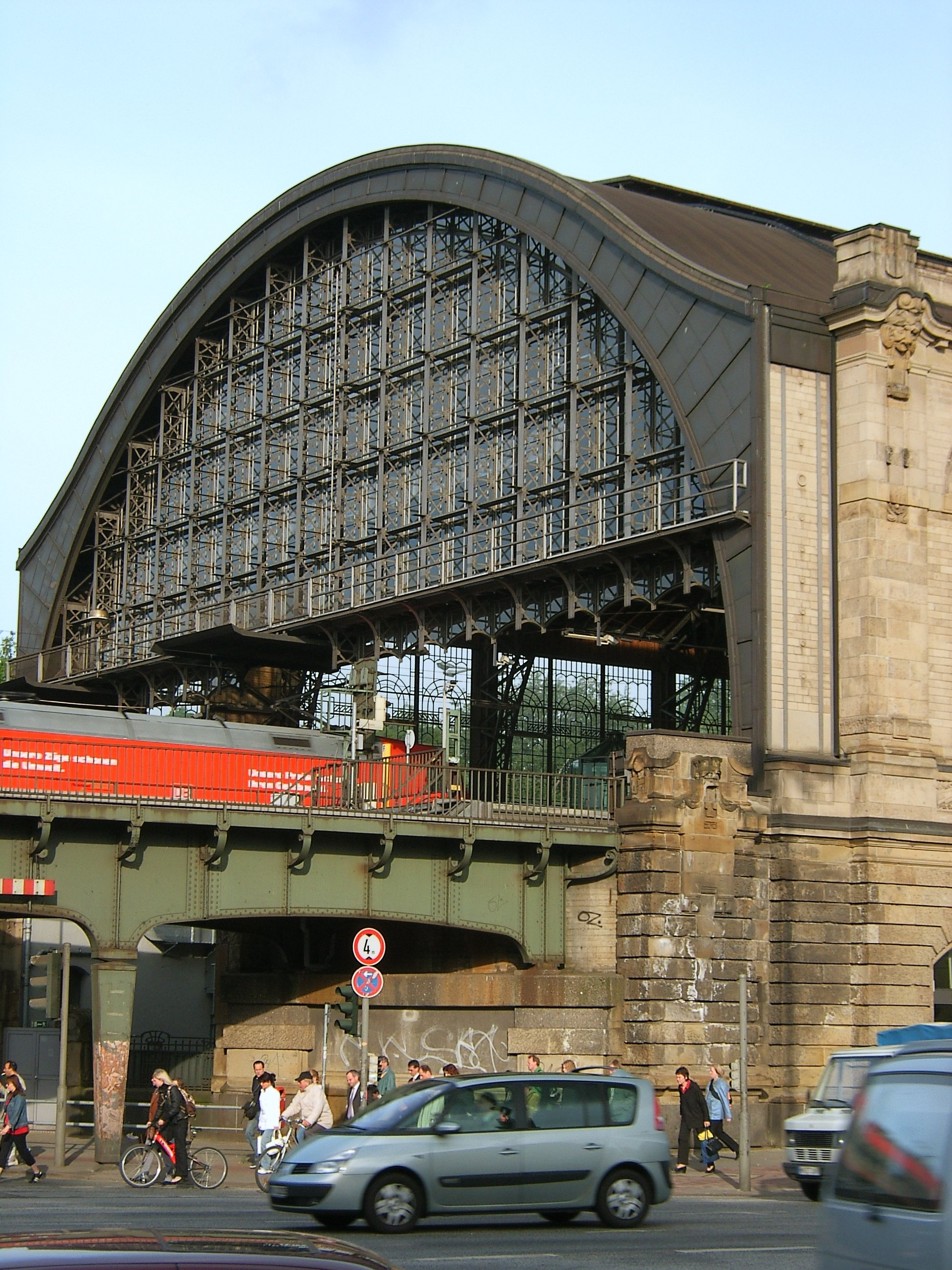
Südöstliche Seite der Halle mit Ausfahrt Richtung Hauptbahnhof
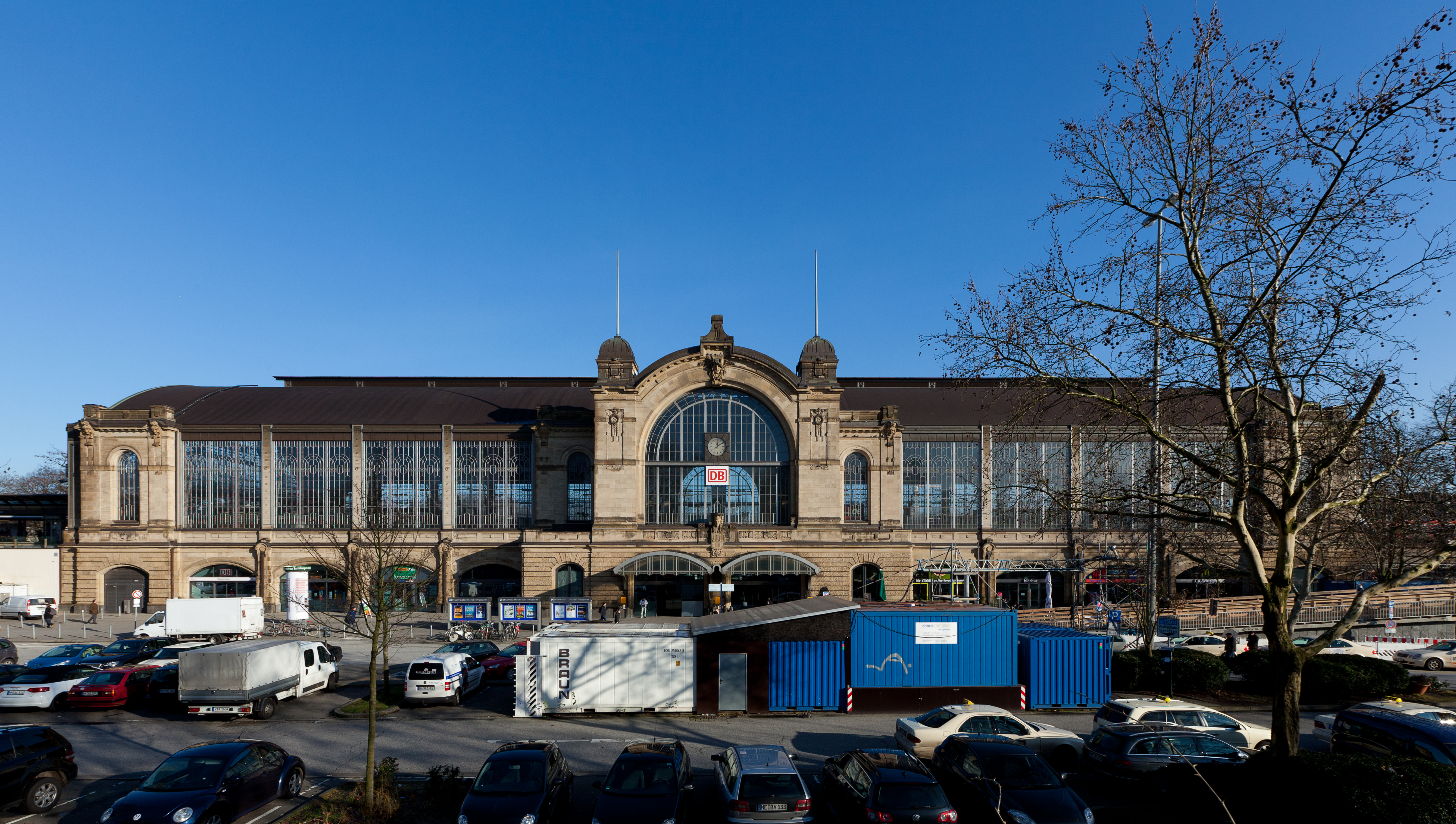
Südwestseite des Dammtorbahnhofs
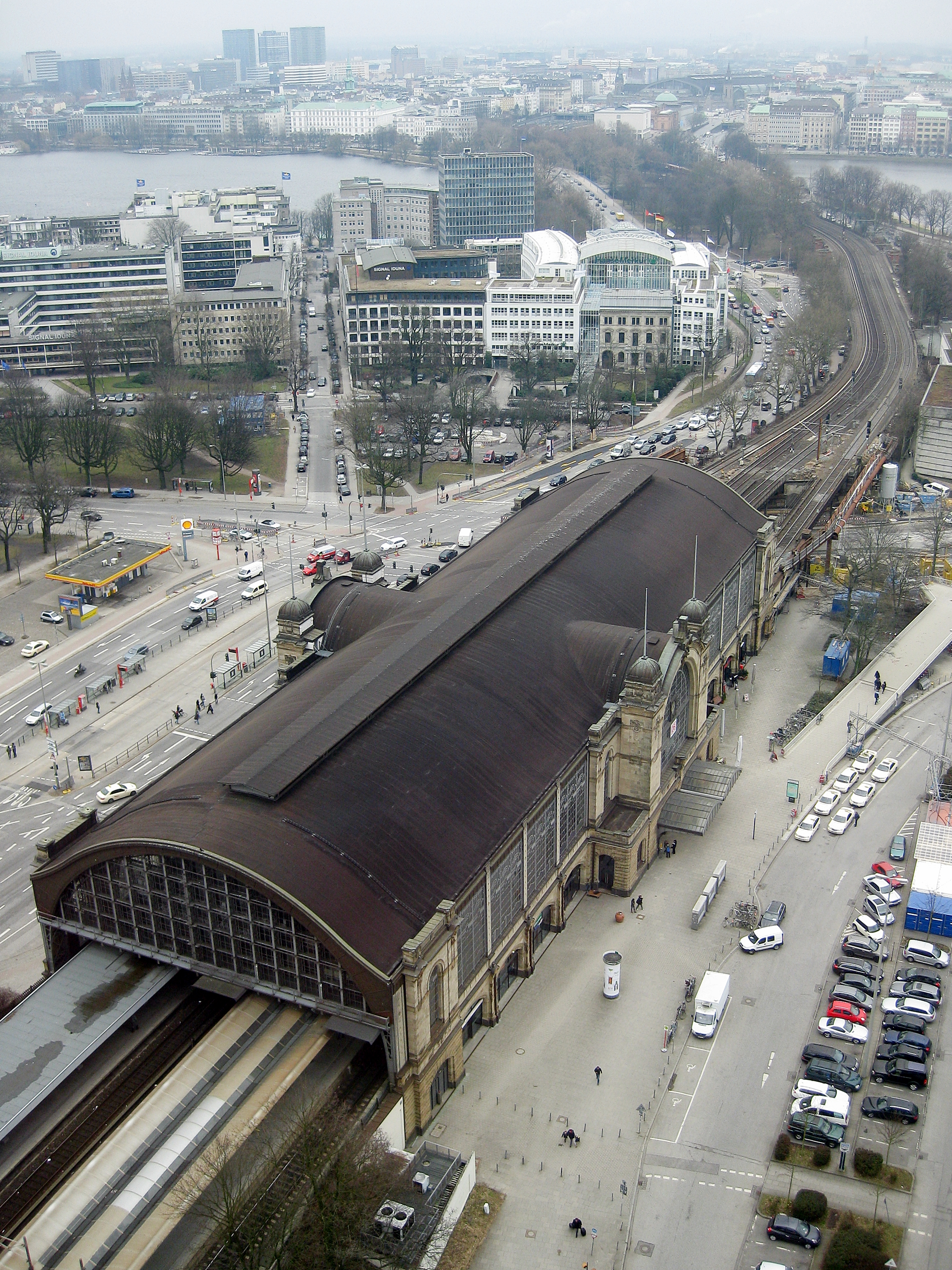
Schrägluftbild Richtung Osten
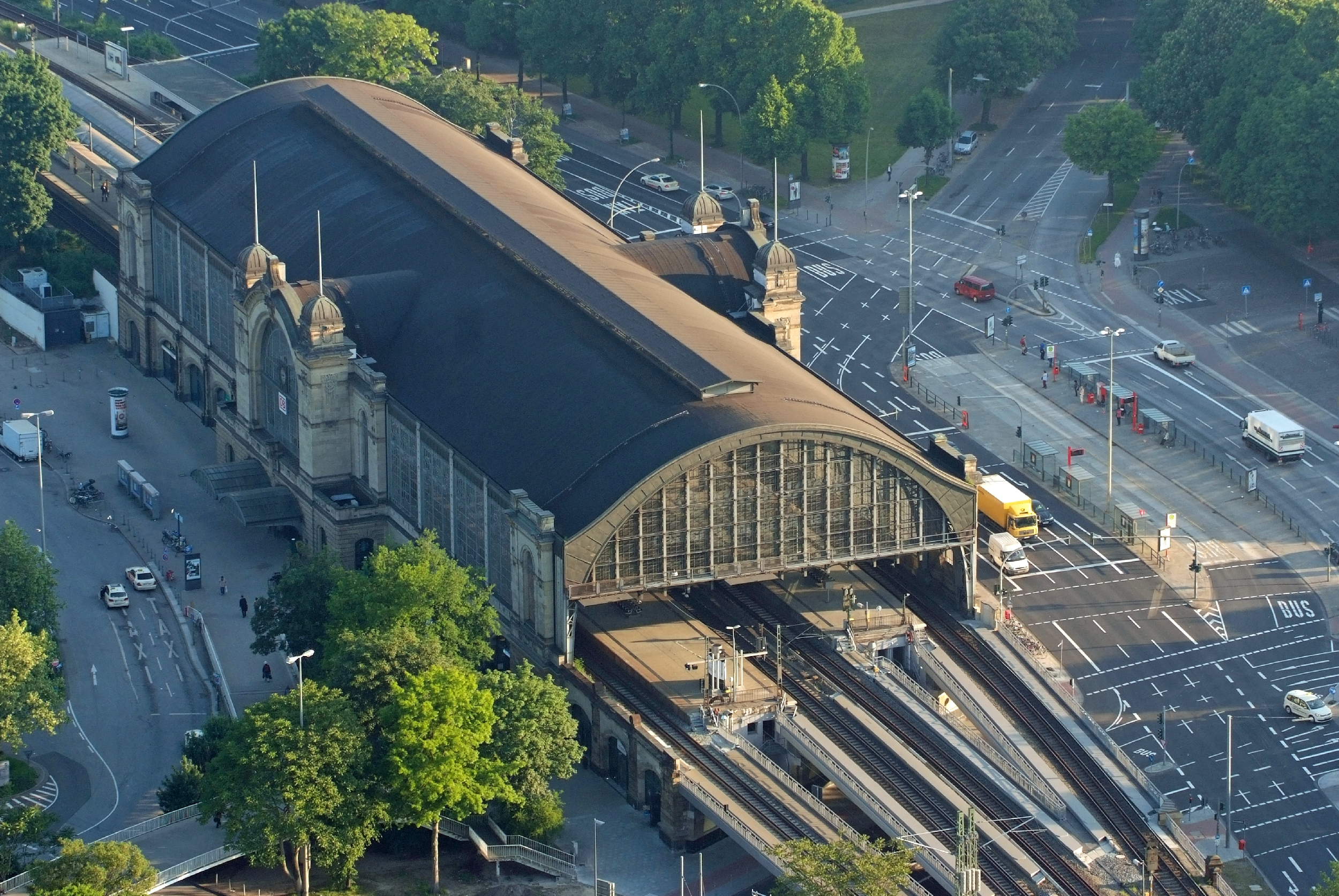
Schrägluftbild Richtung Nordwesten
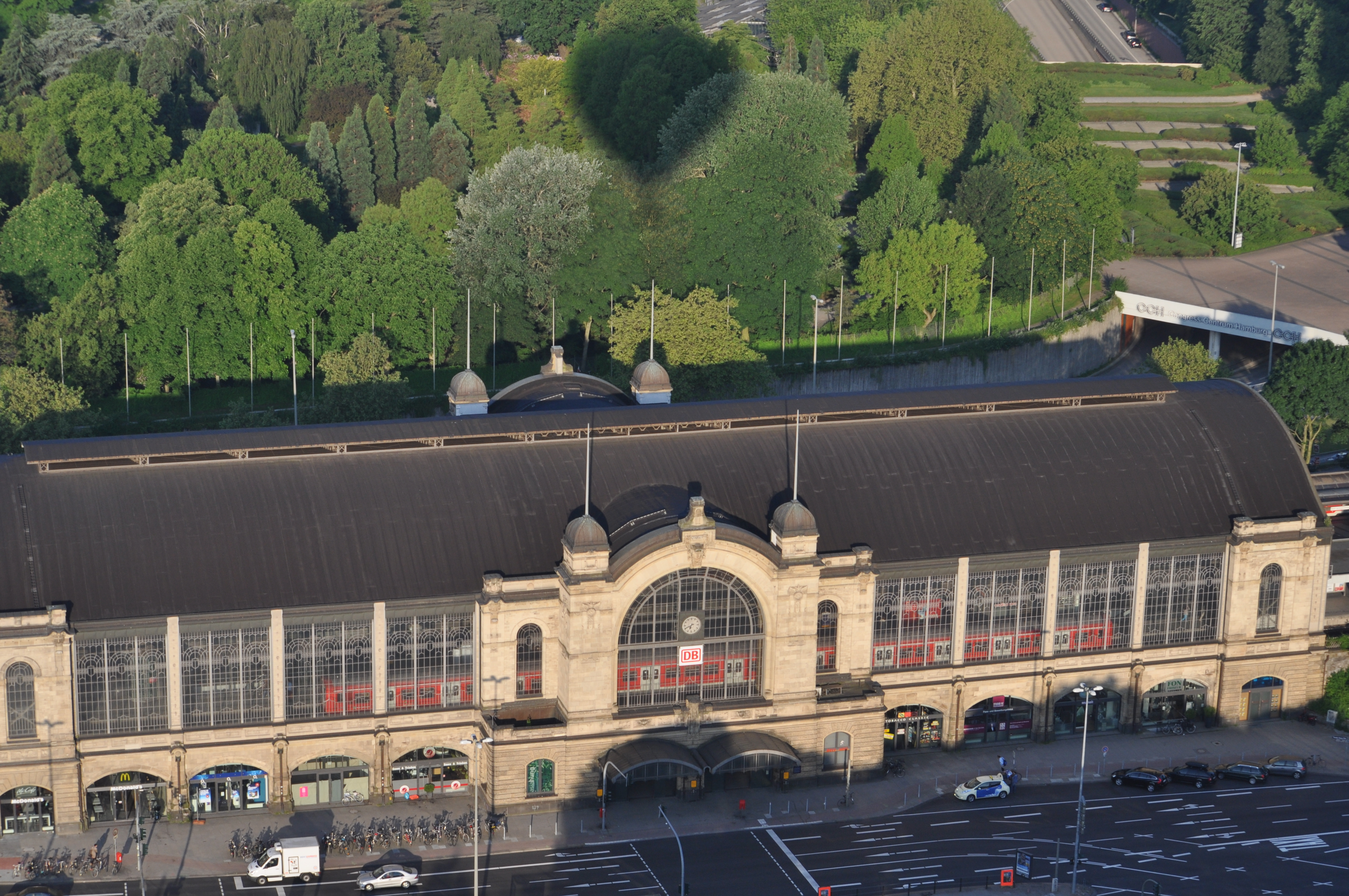
Schrägluftbild von Nordosten

## Umgebung
Die nördliche Seite des Bahnhofsgebäudes liegt am Theodor-Heuss-Platz (ehemals Loignyplatz), in den von Osten die Edmund-Siemers-Allee und von Norden die Rothenbaumchaussee einmünden. Daran angrenzend liegt der Stadtteil Rotherbaum. Vor dem Nordost-Ausgang des Bahnhofs befinden sich die auf einer Mittelinsel angelegten Haltestellen für die Buslinien 4 und 5. An der nördlich des Bahndamms parallel verlaufenden Edmund-Siemers-Allee liegt das Hauptgebäude der Universität Hamburg mit dem dahinter beginnenden Grindelviertel. Zwischen der vom Bahnhofsvorplatz abgehenden Rothenbaumchaussee und dem Mittelweg liegt die Grünfläche der Moorweide.
Der südwestlich gelegene Vorplatz des rückseitigen Bahnhof-Ausgangs und das dortige Kongress-, Messe- und Veranstaltungszentrum CCH mit dem Radisson Blu Hotelturm gehören verwaltungsmäßig noch zu einem schmalen Ausläufer des Stadtteils St. Pauli. Die Dag-Hammarskjöld-Brücke (ebenso wie der Vorplatz nach Dag Hammarskjöld benannt) führte bis 2020 hier zum Eingang des U-Bahnhofs Stephansplatz der Linie U1 (hier schon im Stadtteil Neustadt gelegen) und in den Alten Botanischen Garten als Teil des Parks Planten un Blomen.
Am südöstlichen Ende der Bahnhofshalle kreuzt der vierspurige Dammtordamm, der hier von den Brücken für die Bahngleise überspannt wird und sich nordöstlich in den Mittelweg fortsetzt.

## Bedeutung der Station
Mit rund 55.000 Reisenden pro Tag und 273.000 Stationshalten pro Jahr ist die Station die drittbedeutendste Hamburgs und eine von fünf Fernbahnhalten der Stadt. Täglich bedienen 310 Fern- und Regionalzüge sowie 527 S-Bahn-Züge die Station.
Das repräsentative Ambiente der Anlage wurde bevorzugt auch zum Empfang namhafter Staatsgäste genutzt, so der britischen Monarchen Eduard VII., Elisabeth II. und Charles III., des Kaisers von Äthiopien, Haile Selassie, des Schahs von Persien, Reza Pahlavi, sowie der Königinnen Juliana der Niederlande und Margarethe von Dänemark.
Auf rund 10.300 Quadratmetern Nutzfläche befinden sich rund 30 Geschäfte und Gastronomiebetriebe mit rund 150 Arbeitsplätzen.

### Fernverkehrslinien
| Linie           | Linienverlauf | Linienverlauf | Linienverlauf | Takt                                             | Fahrzeugmaterial                  |
| --------------- | --- | --- | --- | ------------------------------------------------ | --------------------------------- |
| ICE 11          | Hamburg-Altona – Hamburg Dammtor – Hamburg – Berlin-Spandau – Berlin – Berlin Südkreuz – Wittenberg – Leipzig – Erfurt – Eisenach – Fulda – Frankfurt – Mannheim – Stuttgart – Ulm – Augsburg – München-Pasing – München | Hamburg-Altona – Hamburg Dammtor – Hamburg – Berlin-Spandau – Berlin – Berlin Südkreuz – Wittenberg – Leipzig – Erfurt – Eisenach – Fulda – Frankfurt – Mannheim – Stuttgart – Ulm – Augsburg – München-Pasing – München | Hamburg-Altona – Hamburg Dammtor – Hamburg – Berlin-Spandau – Berlin – Berlin Südkreuz – Wittenberg – Leipzig – Erfurt – Eisenach – Fulda – Frankfurt – Mannheim – Stuttgart – Ulm – Augsburg – München-Pasing – München | einzelne Fahrten                                 | ICE 4                             |
| ICE 18          | Hamburg-Altona – Hamburg Dammtor – Hamburg – Ludwigslust – Wittenberge – Berlin-Spandau – Berlin – Berlin Südkreuz – Bitterfeld – Halle – Erfurt – Bamberg – Erlangen – Nürnberg – | Treuchtlingen – Donauwörth – Augsburg – München-Pasing – | München | zweistundentakt                                  | ICE 1, ICE 4                      |
| ICE 18          | Hamburg-Altona – Hamburg Dammtor – Hamburg – Ludwigslust – Wittenberge – Berlin-Spandau – Berlin – Berlin Südkreuz – Bitterfeld – Halle – Erfurt – Bamberg – Erlangen – Nürnberg – | Ingolstadt – | München | zweistundentakt                                  | ICE 1, ICE 4                      |
| ICE 20          | Kiel – Neumünster – | Hamburg Dammtor – Hamburg – Hannover – Göttingen – Kassel-Wilhelmshöhe – Fulda – Hanau – Frankfurt – Mannheim – Karlsruhe – Baden-Baden – Freiburg – Basel Bad – Basel SBB – Zürich – Sargans – Landquart – Chur | Hamburg Dammtor – Hamburg – Hannover – Göttingen – Kassel-Wilhelmshöhe – Fulda – Hanau – Frankfurt – Mannheim – Karlsruhe – Baden-Baden – Freiburg – Basel Bad – Basel SBB – Zürich – Sargans – Landquart – Chur | zweistundentakt                                  | ICE 1, ICE 4                      |
| ICE 20          | Hamburg-Altona – | Hamburg Dammtor – Hamburg – Hannover – Göttingen – Kassel-Wilhelmshöhe – Fulda – Hanau – Frankfurt – Mannheim – Karlsruhe – Baden-Baden – Freiburg – Basel Bad – Basel SBB – Zürich – Sargans – Landquart – Chur | Hamburg Dammtor – Hamburg – Hannover – Göttingen – Kassel-Wilhelmshöhe – Fulda – Hanau – Frankfurt – Mannheim – Karlsruhe – Baden-Baden – Freiburg – Basel Bad – Basel SBB – Zürich – Sargans – Landquart – Chur | zweistundentakt                                  | ICE 1, ICE 4                      |
| ICE 22          | Kiel – Neumünster – | Hamburg Dammtor – Hamburg – | Hannover – Göttingen – Kassel-Wilhelmshöhe – Frankfurt – Frankfurt Flughafen – Mannheim – Heidelberg – Stuttgart | zweistundentakt                                  | ICE 1, ICE 4                      |
| ICE 22          | Hamburg-Altona – | Hamburg Dammtor – Hamburg – | Hannover – Göttingen – Kassel-Wilhelmshöhe – Frankfurt – Frankfurt Flughafen – Mannheim – Heidelberg – Stuttgart | zweistundentakt                                  | ICE 1, ICE 4                      |
| ICE 24          | Hamburg-Altona – Hamburg Dammtor – Hamburg – Hamburg-Harburg – Lüneburg – Bad Bevensen – Uelzen – Celle – Langenhagen – Hannover – Göttingen – Kassel-Wilhelmshöhe – Fulda – Würzburg – Steinach – Ansbach – Gunzenhausen – Treuchtlingen – Donauwörth – Augsburg – München-Pasing – München – Rosenheim – Brannenburg – Oberaudorf – Kiefersfelden – Kufstein – Wörgl (– Jenbach – Innsbruck)/(Hopfgarten – Westendorf – Brixen – Kirchberg – Kitzbühel – St. Johann – Fieberbrunn – Hochfilzen – Saalfelden – Zell am See – Schwarzach-St. Veit) | Hamburg-Altona – Hamburg Dammtor – Hamburg – Hamburg-Harburg – Lüneburg – Bad Bevensen – Uelzen – Celle – Langenhagen – Hannover – Göttingen – Kassel-Wilhelmshöhe – Fulda – Würzburg – Steinach – Ansbach – Gunzenhausen – Treuchtlingen – Donauwörth – Augsburg – München-Pasing – München – Rosenheim – Brannenburg – Oberaudorf – Kiefersfelden – Kufstein – Wörgl (– Jenbach – Innsbruck)/(Hopfgarten – Westendorf – Brixen – Kirchberg – Kitzbühel – St. Johann – Fieberbrunn – Hochfilzen – Saalfelden – Zell am See – Schwarzach-St. Veit) | Hamburg-Altona – Hamburg Dammtor – Hamburg – Hamburg-Harburg – Lüneburg – Bad Bevensen – Uelzen – Celle – Langenhagen – Hannover – Göttingen – Kassel-Wilhelmshöhe – Fulda – Würzburg – Steinach – Ansbach – Gunzenhausen – Treuchtlingen – Donauwörth – Augsburg – München-Pasing – München – Rosenheim – Brannenburg – Oberaudorf – Kiefersfelden – Kufstein – Wörgl (– Jenbach – Innsbruck)/(Hopfgarten – Westendorf – Brixen – Kirchberg – Kitzbühel – St. Johann – Fieberbrunn – Hochfilzen – Saalfelden – Zell am See – Schwarzach-St. Veit) | einzelne Fahrten                                 | ICE T                             |
| ICE 25          | (Kiel – Neumünster –) Hamburg-Altona – Hamburg Dammtor – Hamburg – Hamburg-Harburg – Lüneburg – Uelzen – Hannover – Göttingen – Kassel-Wilhelmshöhe – Fulda – Würzburg – Nürnberg – Ingolstadt – München | (Kiel – Neumünster –) Hamburg-Altona – Hamburg Dammtor – Hamburg – Hamburg-Harburg – Lüneburg – Uelzen – Hannover – Göttingen – Kassel-Wilhelmshöhe – Fulda – Würzburg – Nürnberg – Ingolstadt – München | (Kiel – Neumünster –) Hamburg-Altona – Hamburg Dammtor – Hamburg – Hamburg-Harburg – Lüneburg – Uelzen – Hannover – Göttingen – Kassel-Wilhelmshöhe – Fulda – Würzburg – Nürnberg – Ingolstadt – München | stündlich                                        | ICE 1, ICE 2, ICE 4               |
| ICE 26          | Hamburg-Altona – Hamburg Dammtor – Hamburg – Hamburg-Harburg – Lüneburg – Bad Bevensen – Uelzen – Celle – Hannover – Göttingen – Eichenberg – Kassel-Wilhelmshöhe – Wabern – Treysa – Marburg – Gießen – Friedberg – Frankfurt West – Frankfurt – Darmstadt – Bensheim – Weinheim – Heidelberg – Wiesloch-Walldorf – Bruchsal – Karlsruhe | Hamburg-Altona – Hamburg Dammtor – Hamburg – Hamburg-Harburg – Lüneburg – Bad Bevensen – Uelzen – Celle – Hannover – Göttingen – Eichenberg – Kassel-Wilhelmshöhe – Wabern – Treysa – Marburg – Gießen – Friedberg – Frankfurt West – Frankfurt – Darmstadt – Bensheim – Weinheim – Heidelberg – Wiesloch-Walldorf – Bruchsal – Karlsruhe | Hamburg-Altona – Hamburg Dammtor – Hamburg – Hamburg-Harburg – Lüneburg – Bad Bevensen – Uelzen – Celle – Hannover – Göttingen – Eichenberg – Kassel-Wilhelmshöhe – Wabern – Treysa – Marburg – Gießen – Friedberg – Frankfurt West – Frankfurt – Darmstadt – Bensheim – Weinheim – Heidelberg – Wiesloch-Walldorf – Bruchsal – Karlsruhe | zweistündlich                                    | ICE T                             |
| ICE 28          | Hamburg-Altona – Hamburg Dammtor – Hamburg – Ludwigslust – Wittenberge – Berlin-Spandau –Berlin – Berlin Südkreuz – Wittenberg – Leipzig – Erfurt – Coburg – Bamberg – Erlangen – Nürnberg – Ingolstadt – München | Hamburg-Altona – Hamburg Dammtor – Hamburg – Ludwigslust – Wittenberge – Berlin-Spandau –Berlin – Berlin Südkreuz – Wittenberg – Leipzig – Erfurt – Coburg – Bamberg – Erlangen – Nürnberg – Ingolstadt – München | Hamburg-Altona – Hamburg Dammtor – Hamburg – Ludwigslust – Wittenberge – Berlin-Spandau –Berlin – Berlin Südkreuz – Wittenberg – Leipzig – Erfurt – Coburg – Bamberg – Erlangen – Nürnberg – Ingolstadt – München | zweistündlich                                    | ICE 4, ICE T                      |
| ICE 29          | Hamburg-Altona – Hamburg Dammtor – Hamburg – Berlin-Spandau – Berlin – Berlin Südkreuz – Halle – Erfurt – Nürnberg – München | Hamburg-Altona – Hamburg Dammtor – Hamburg – Berlin-Spandau – Berlin – Berlin Südkreuz – Halle – Erfurt – Nürnberg – München | Hamburg-Altona – Hamburg Dammtor – Hamburg – Berlin-Spandau – Berlin – Berlin Südkreuz – Halle – Erfurt – Nürnberg – München | einzelne Fahrten                                 | ICE 3                             |
| ICE 39          | Hamburg-Altona – Hamburg Dammtor – Hamburg – Münster – Essen – Duisburg – Düsseldorf – Köln | Hamburg-Altona – Hamburg Dammtor – Hamburg – Münster – Essen – Duisburg – Düsseldorf – Köln | Hamburg-Altona – Hamburg Dammtor – Hamburg – Münster – Essen – Duisburg – Düsseldorf – Köln | einzelne Fahrten                                 | 9-teiliger ICE 1                  |
| ICE 42          | (Kiel – Neumünster –) Hamburg-Altona –Hamburg Dammtor – Hamburg – Hamburg-Harburg – Bremen – Osnabrück – Münster – Dortmund – Hagen – Wuppertal – Solingen – Köln – Frankfurt Flughafen – Mannheim – Stuttgart – Ulm – Augsburg – München-Pasing – München | (Kiel – Neumünster –) Hamburg-Altona –Hamburg Dammtor – Hamburg – Hamburg-Harburg – Bremen – Osnabrück – Münster – Dortmund – Hagen – Wuppertal – Solingen – Köln – Frankfurt Flughafen – Mannheim – Stuttgart – Ulm – Augsburg – München-Pasing – München | (Kiel – Neumünster –) Hamburg-Altona –Hamburg Dammtor – Hamburg – Hamburg-Harburg – Bremen – Osnabrück – Münster – Dortmund – Hagen – Wuppertal – Solingen – Köln – Frankfurt Flughafen – Mannheim – Stuttgart – Ulm – Augsburg – München-Pasing – München | zweistündlich                                    | ICE 4                             |
| ICE 43          | Hamburg-Altona – Hamburg Dammtor – Hamburg – Hamburg-Harburg – Bremen – Osnabrück – Münster – Dortmund – Bochum – Essen – Duisburg – Düsseldorf – Köln – Frankfurt Flughafen – Mannheim – Karlsruhe – Offenburg – Freiburg – Basel Bad – Basel SBB | Hamburg-Altona – Hamburg Dammtor – Hamburg – Hamburg-Harburg – Bremen – Osnabrück – Münster – Dortmund – Bochum – Essen – Duisburg – Düsseldorf – Köln – Frankfurt Flughafen – Mannheim – Karlsruhe – Offenburg – Freiburg – Basel Bad – Basel SBB | Hamburg-Altona – Hamburg Dammtor – Hamburg – Hamburg-Harburg – Bremen – Osnabrück – Münster – Dortmund – Bochum – Essen – Duisburg – Düsseldorf – Köln – Frankfurt Flughafen – Mannheim – Karlsruhe – Offenburg – Freiburg – Basel Bad – Basel SBB | einzelne Fahrten                                 | ICE3M, ICE 4                      |
| ICE 43          | Hamburg-Altona – Hamburg Dammtor – Hamburg – Hamburg-Harburg – Bremen – Osnabrück – Münster – Dortmund – Bochum – Essen – Duisburg – Düsseldorf – Köln – Frankfurt Flughafen – Mannheim – Karlsruhe – Offenburg – Freiburg – Basel Bad – Basel SBB | Hamburg-Altona – Hamburg Dammtor – Hamburg – Hamburg-Harburg – Bremen – Osnabrück – Münster – Dortmund – Bochum – Essen – Duisburg – Düsseldorf – Köln – Frankfurt Flughafen – Mannheim – Karlsruhe – Offenburg – Freiburg – Basel Bad – Basel SBB | Hamburg-Altona – Hamburg Dammtor – Hamburg – Hamburg-Harburg – Bremen – Osnabrück – Münster – Dortmund – Bochum – Essen – Duisburg – Düsseldorf – Köln – Frankfurt Flughafen – Mannheim – Karlsruhe – Offenburg – Freiburg – Basel Bad – Basel SBB | einzelne Fahrten                                 |                                   |
| ICE 91          | Hamburg-Altona – Hamburg Dammtor – Hamburg – Hamburg-Harburg – Hannover – Göttingen – Kassel-Wilhelmshöhe – Fulda – Würzburg – Nürnberg – Regensburg – Plattling – Passau – Schärding – Wels – Linz – Amstetten – St. Pölten – Tullnerfeld – Wien Meidling – Wien | Hamburg-Altona – Hamburg Dammtor – Hamburg – Hamburg-Harburg – Hannover – Göttingen – Kassel-Wilhelmshöhe – Fulda – Würzburg – Nürnberg – Regensburg – Plattling – Passau – Schärding – Wels – Linz – Amstetten – St. Pölten – Tullnerfeld – Wien Meidling – Wien | Hamburg-Altona – Hamburg Dammtor – Hamburg – Hamburg-Harburg – Hannover – Göttingen – Kassel-Wilhelmshöhe – Fulda – Würzburg – Nürnberg – Regensburg – Plattling – Passau – Schärding – Wels – Linz – Amstetten – St. Pölten – Tullnerfeld – Wien Meidling – Wien | einzelne Fahrten                                 | ICE T                             |
| IC 24           | Hamburg-Altona – Hamburg Dammtor – Hamburg – Hamburg-Harburg – Lüneburg – Uelzen – Celle – Hannover – Göttingen – Kassel-Wilhelmshöhe – Fulda – Würzburg – Steinach – Ansbach – Gunzenhausen – Treuchtlingen – Donauwörth – Augsburg – (Flügelung) | Hamburg-Altona – Hamburg Dammtor – Hamburg – Hamburg-Harburg – Lüneburg – Uelzen – Celle – Hannover – Göttingen – Kassel-Wilhelmshöhe – Fulda – Würzburg – Steinach – Ansbach – Gunzenhausen – Treuchtlingen – Donauwörth – Augsburg – (Flügelung) | München Ost – Rosenheim – Bad Endorf – Prien – Übersee – Traunstein – Freilassing – Ainring – Hammerau – Piding – Bad Reichenhall – Bad Reichenhall-Kirchberg – Bayerisch Gmain – Bischofswiesen – Berchtesgaden | einzelne Fahrten                                 | IC                                |
| IC 24           | Hamburg-Altona – Hamburg Dammtor – Hamburg – Hamburg-Harburg – Lüneburg – Uelzen – Celle – Hannover – Göttingen – Kassel-Wilhelmshöhe – Fulda – Würzburg – Steinach – Ansbach – Gunzenhausen – Treuchtlingen – Donauwörth – Augsburg – (Flügelung) | Hamburg-Altona – Hamburg Dammtor – Hamburg – Hamburg-Harburg – Lüneburg – Uelzen – Celle – Hannover – Göttingen – Kassel-Wilhelmshöhe – Fulda – Würzburg – Steinach – Ansbach – Gunzenhausen – Treuchtlingen – Donauwörth – Augsburg – (Flügelung) | Buchloe – Kaufbeuren – Kempten – Immenstadt – Sonthofen – Fischen – Oberstdorf | einzelne Fahrten                                 | IC                                |
| IC 26           | Westerland – Niebüll – Husum – Heide – Itzehoe – Hamburg Dammtor – Hamburg – Hamburg-Harburg – Lüneburg – Bad Bevensen – Uelzen – Celle – Langenhagen – Hannover – Göttingen – Eichenberg – Kassel-Wilhelmshöhe – Wabern – Treysa – Marburg – Gießen – Friedberg – Frankfurt West – Frankfurt – Darmstadt – Bensheim – Weinheim – Heidelberg – Wiesloch-Walldorf – Bruchsal – Karlsruhe | Westerland – Niebüll – Husum – Heide – Itzehoe – Hamburg Dammtor – Hamburg – Hamburg-Harburg – Lüneburg – Bad Bevensen – Uelzen – Celle – Langenhagen – Hannover – Göttingen – Eichenberg – Kassel-Wilhelmshöhe – Wabern – Treysa – Marburg – Gießen – Friedberg – Frankfurt West – Frankfurt – Darmstadt – Bensheim – Weinheim – Heidelberg – Wiesloch-Walldorf – Bruchsal – Karlsruhe | Westerland – Niebüll – Husum – Heide – Itzehoe – Hamburg Dammtor – Hamburg – Hamburg-Harburg – Lüneburg – Bad Bevensen – Uelzen – Celle – Langenhagen – Hannover – Göttingen – Eichenberg – Kassel-Wilhelmshöhe – Wabern – Treysa – Marburg – Gießen – Friedberg – Frankfurt West – Frankfurt – Darmstadt – Bensheim – Weinheim – Heidelberg – Wiesloch-Walldorf – Bruchsal – Karlsruhe | einzelne Fahrten                                 | ICE T, IC                         |
| IC 39           | Westerland – | Niebüll – Husum – Heide – Itzehoe – Hamburg Dammtor – Hamburg – Hamburg-Harburg – Bremen – Osnabrück – Münster Recklinghausen – Gelsenkirchen – Essen – Duisburg – Düsseldorf – Köln | Niebüll – Husum – Heide – Itzehoe – Hamburg Dammtor – Hamburg – Hamburg-Harburg – Bremen – Osnabrück – Münster Recklinghausen – Gelsenkirchen – Essen – Duisburg – Düsseldorf – Köln | einzelne Fahrten                                 | BR 218/BR 245/BR 101 + IC-1-Wagen |
| IC 39           | Dagebüll Mole – Dagebüll Kirche – Maasbüll – Deezbüll – Niebüll neg – | Niebüll – Husum – Heide – Itzehoe – Hamburg Dammtor – Hamburg – Hamburg-Harburg – Bremen – Osnabrück – Münster Recklinghausen – Gelsenkirchen – Essen – Duisburg – Düsseldorf – Köln | Niebüll – Husum – Heide – Itzehoe – Hamburg Dammtor – Hamburg – Hamburg-Harburg – Bremen – Osnabrück – Münster Recklinghausen – Gelsenkirchen – Essen – Duisburg – Düsseldorf – Köln | einzelne Fahrten                                 | BR 218/BR 245/BR 101 + IC-1-Wagen |
| EC 27           | (Flensburg/Kiel Hbf –) Hamburg-Altona – Hamburg Dammtor – Hamburg – Hamburg-Bergedorf – Büchen – Ludwigslust – Wittenberge – Berlin-Spandau – Berlin – Berlin Südkreuz – Elsterwerda – Dresden-Neustadt – Dresden – Bad Schandau – Děčín – Ústí nad Labem – Praha-Holešovice – Praha – Kolín – Pardubice – Česká Třebová – Brno – Břeclav – Kúty – Bratislava – Nové Zámky – Štúrovo – Szob – Nagymaros-Visegrád – Vác – Budapest Nyugati | (Flensburg/Kiel Hbf –) Hamburg-Altona – Hamburg Dammtor – Hamburg – Hamburg-Bergedorf – Büchen – Ludwigslust – Wittenberge – Berlin-Spandau – Berlin – Berlin Südkreuz – Elsterwerda – Dresden-Neustadt – Dresden – Bad Schandau – Děčín – Ústí nad Labem – Praha-Holešovice – Praha – Kolín – Pardubice – Česká Třebová – Brno – Břeclav – Kúty – Bratislava – Nové Zámky – Štúrovo – Szob – Nagymaros-Visegrád – Vác – Budapest Nyugati | (Flensburg/Kiel Hbf –) Hamburg-Altona – Hamburg Dammtor – Hamburg – Hamburg-Bergedorf – Büchen – Ludwigslust – Wittenberge – Berlin-Spandau – Berlin – Berlin Südkreuz – Elsterwerda – Dresden-Neustadt – Dresden – Bad Schandau – Děčín – Ústí nad Labem – Praha-Holešovice – Praha – Kolín – Pardubice – Česká Třebová – Brno – Břeclav – Kúty – Bratislava – Nové Zámky – Štúrovo – Szob – Nagymaros-Visegrád – Vác – Budapest Nyugati | zweistündlich (eine Fahrt pro Tag nach Budapest) | IC-Wagen der České dráhy          |
| EC 43           | Hamburg-Altona – Hamburg Dammtor – Hamburg – Hamburg-Harburg – Bremen – Diepholz - Osnabrück – Münster – Dortmund – Bochum – Essen – Duisburg – Düsseldorf – Köln – Bonn – Koblenz – Mainz – Mannheim – Karlsruhe – Baden-Baden – Freiburg – Basel Bad – Basel SBB – | Hamburg-Altona – Hamburg Dammtor – Hamburg – Hamburg-Harburg – Bremen – Diepholz - Osnabrück – Münster – Dortmund – Bochum – Essen – Duisburg – Düsseldorf – Köln – Bonn – Koblenz – Mainz – Mannheim – Karlsruhe – Baden-Baden – Freiburg – Basel Bad – Basel SBB – | Liestal – Olten – Bern – Thun – Spiez – Interlaken West – Interlaken Ost | einzelne Fahrten                                 | DB-Baureihe 101 + SBB-EC-Wagen    |
| EC 43           | Hamburg-Altona – Hamburg Dammtor – Hamburg – Hamburg-Harburg – Bremen – Diepholz - Osnabrück – Münster – Dortmund – Bochum – Essen – Duisburg – Düsseldorf – Köln – Bonn – Koblenz – Mainz – Mannheim – Karlsruhe – Baden-Baden – Freiburg – Basel Bad – Basel SBB – | Hamburg-Altona – Hamburg Dammtor – Hamburg – Hamburg-Harburg – Bremen – Diepholz - Osnabrück – Münster – Dortmund – Bochum – Essen – Duisburg – Düsseldorf – Köln – Bonn – Koblenz – Mainz – Mannheim – Karlsruhe – Baden-Baden – Freiburg – Basel Bad – Basel SBB – | Zürich HB | einzelne Fahrten                                 | DB-Baureihe 101 + SBB-EC-Wagen    |
| Stand: Mai 2024 | | | |                                                  |                                   |

Der Flixtrain hält nicht in Hamburg Dammtor. Dies war auch bis zur Jahreswende 2017/18 der Fall, damals noch als Hamburg-Köln-Express bezeichnet. Die Verbindungen sind seit März 2020 ausgesetzt.
Die Nachtzüge fahren seit Dezember 2016 als ÖBB Nightjet unter der eigenen Zuggattung NJ. Die bisherigen Verbindungen als City Night Line sind zum selben Zeitpunkt entfallen.
| Gattung | Linienverlauf                                                                                          | Bemerkungen                                                                                                   |                                                                |
| ------- | --- | --- | -------------------------------------------------------------- |
| NJ      | ÖBB Nightjet Hamburg-Altona – Hamburg Dammtor – Hamburg – Hannover – Göttingen – Würzburg – Nürnberg – | Augsburg – München – Kufstein – Wörgl – Jenbach – Innsbruck                                                   | 1 Zugpaar täglich; Fahrzeugtransport zwischen Hamburg und Wien |
| NJ      | ÖBB Nightjet Hamburg-Altona – Hamburg Dammtor – Hamburg – Hannover – Göttingen – Würzburg – Nürnberg – | Regensburg – Passau – Wels – Linz – Amstetten – St. Pölten – Wien Meidling – Wien – Wien (Auroreisezuganlage) | 1 Zugpaar täglich; Fahrzeugtransport zwischen Hamburg und Wien |

(Stand 2019)

### Regionalverkehr

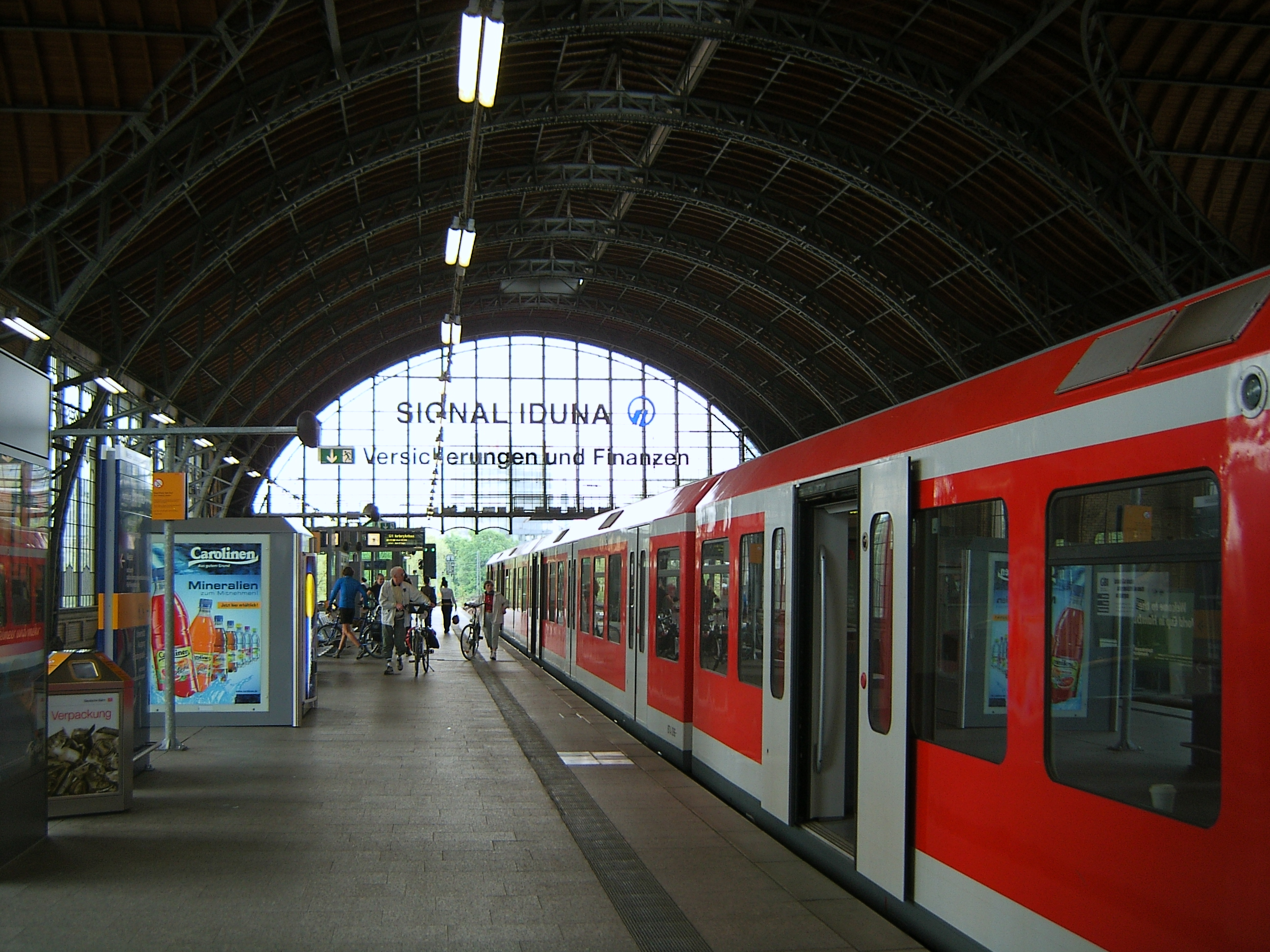
Bahnsteig der S-Bahn

| Linie           | Zuglauf | Zuglauf | Takt                                                                  | Eisenbahnverkehrsunternehmen | Fahrzeugmaterial    |
| --------------- | --- | --- | --------------------------------------------------------------------- | ---------------------------- | ------------------- |
| RE 7            | Hamburg – Hamburg Dammtor – Pinneberg – Elmshorn – Neumünster – (Flügelung)                                 | Einfeld – Bordesholm – Flintbek – Kiel Hbf                                                                  | stündlich, mit dem RE 70 ein ungefährer Halbstundentakt nach Kiel Hbf | DB Regio Schleswig-Holstein  | vierteilig Twindexx |
| RE 7            | Hamburg – Hamburg Dammtor – Pinneberg – Elmshorn – Neumünster – (Flügelung)                                 | Nortorf – Rendsburg – Owschlag – Schleswig – Jübek – Tarp – Flensburg                                       | stündlich, mit dem RE 70 ein ungefährer Halbstundentakt nach Kiel Hbf | DB Regio Schleswig-Holstein  | vierteilig Twindexx |
| RE 70           | Hamburg – Hamburg Dammtor – Pinneberg – Elmshorn – Wrist – Brokstedt – Neumünster – Bordesholm – Kiel Hbf   | Hamburg – Hamburg Dammtor – Pinneberg – Elmshorn – Wrist – Brokstedt – Neumünster – Bordesholm – Kiel Hbf   | stündlich, mit dem RE 7 ein ungefährer Halbstundentakt nach Kiel Hbf  | DB Regio Schleswig-Holstein  | vierteilig Twindexx |
| RB 61           | Hamburg – Hamburg Dammtor – Pinneberg – Prisdorf – Tornesch – Elmshorn – Horst(Holstein) – Dauenhof – Wrist | Hamburg – Hamburg Dammtor – Pinneberg – Prisdorf – Tornesch – Elmshorn – Horst(Holstein) – Dauenhof – Wrist | stündlich mit Verstärker in der HVZ nach Elmshorn                     | nordbahn                     | Stadler Flirt       |
| Stand: Mai 2024 | | |                                                                       |                              |                     |

### S-Bahn
Die S-Bahn Hamburg GmbH ist ein Tochterunternehmen der Deutschen Bahn und betreibt die Linien:
| Linie | Verlauf |
| ----- | --- |
| S 2   | Altona – Holstenstraße – Sternschanze – Dammtor – Hauptbahnhof – Berliner Tor – Rothenburgsort – Tiefstack – Billwerder-Moorfleet – Mittlerer Landweg – Allermöhe – Nettelnburg – Bergedorf – Reinbek – Wohltorf – Aumühle |
| S 5   | Elbgaustraße – Eidelstedt – Stellingen (Arenen) – Langenfelde – Diebsteich – Holstenstraße – Sternschanze – Dammtor – Hauptbahnhof \ Hauptstrecke – Hammerbrook (City Süd) – Elbbrücken – Veddel (BallinStadt) – Wilhelmsburg – Harburg – Harburg Rathaus – Heimfeld (TU Hamburg) – Neuwiedenthal – Neugraben – Fischbek – Neu Wulmstorf – Buxtehude – Neukloster – Horneburg – Dollern – Agathenburg – Stade / in Tagesrandzeiten – Berliner Tor |

### Buslinien
| Linie | Verlauf |
| ----- | --- |
| 4     | Eidelstedt – Stellingen – Langenfelde – Eimsbüttel – Schlump – Bf Dammtor – Rathausmarkt – Altstadt, Brandstwiete |
| 5     | Burgwedel – Schnelsen – Niendorf Markt – Lokstedt – Hoheluft – Bf Dammtor – Rathausmarkt – Hauptbahnhof/ZOB       |
| 19    | U Alsterdorf – Winterhuder Marktplatz – Harvestehude – Bf Dammtor – Rathausmarkt – Hauptbahnhof/ZOB               |
| 114   | Lufthansa-Basis – U Lattenkamp – Eppendorfer Marktplatz – U Klosterstern – Bf Dammtor                             |
| 603   | Schnelsen – Eidelstedt – Stellingen – Langenfelde – Eimsbüttel – Schlump – Bf Dammtor – Rathausmarkt              |
| 604   | Niendorf – Lokstedt – Hoheluft – Bf Dammtor – Rathausmarkt                                                        |
| 605   | Groß Borstel – Eppendorf – Rotherbaum – Bf Dammtor – Rathausmarkt                                                 |

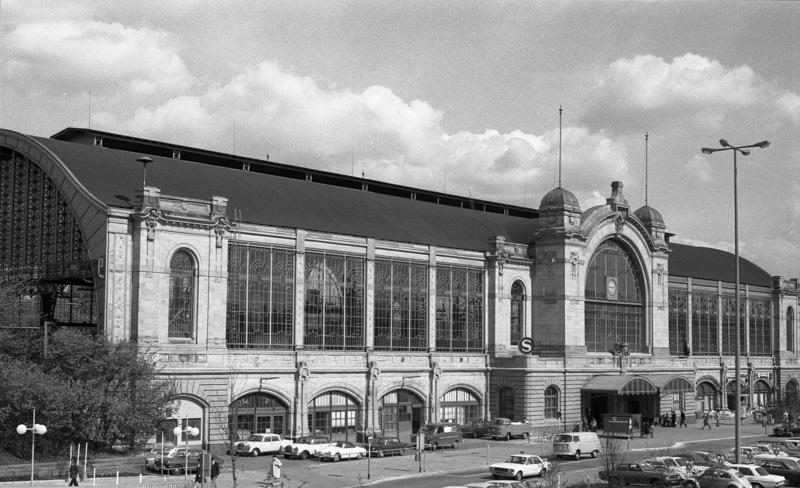
Dammtorbahnhof im Jahr 1973
Lageplan (von 1881) des dreigleisigen Dammtorbahnhofs von 1866
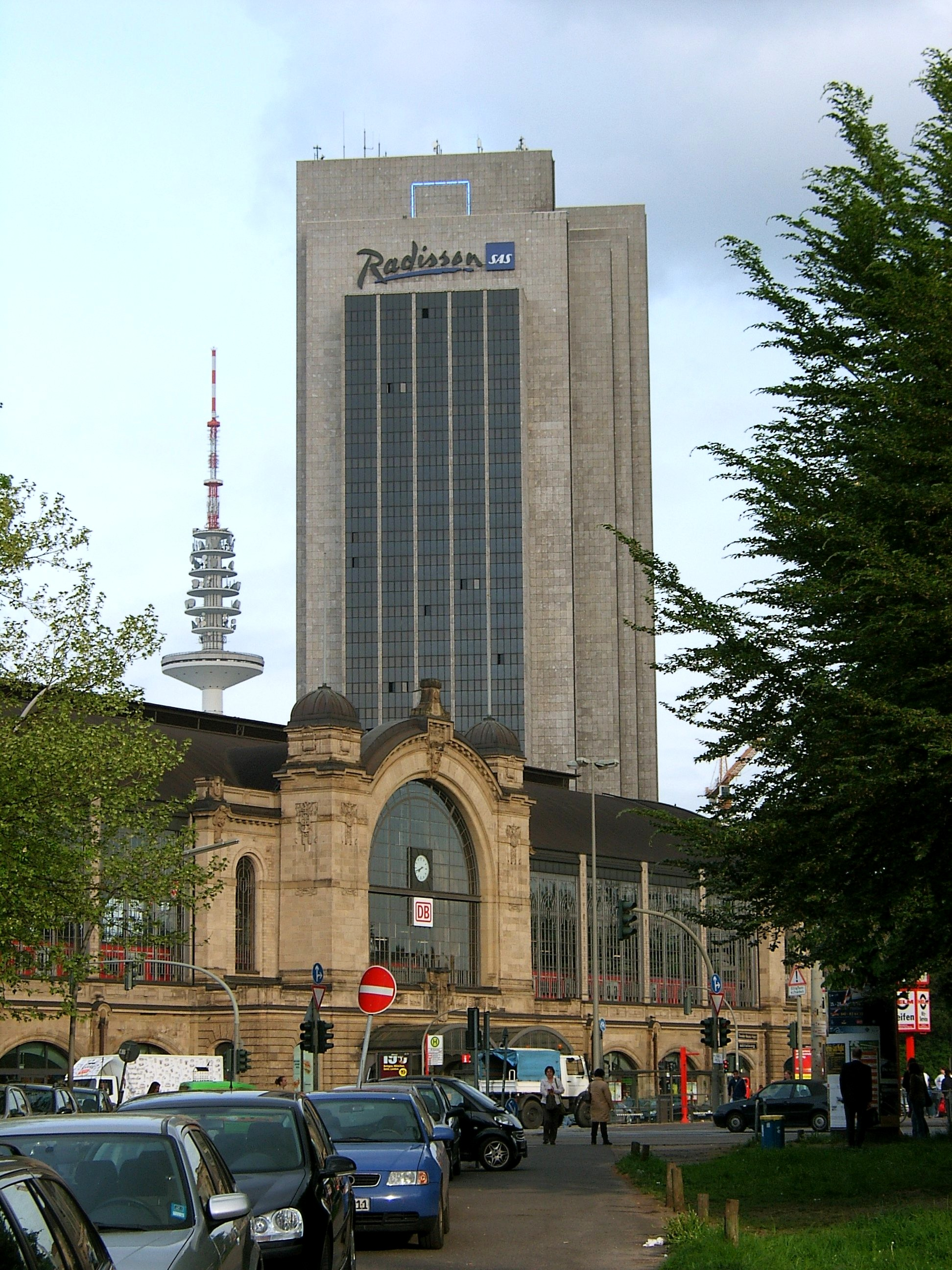
Im Hintergrund: Hotel und Heinrich-Hertz-Turm